# Michele Monina
Michele Monina (Ancona, 2 giugno 1969) è uno scrittore, giornalista, direttore artistico, critico musicale e autore televisivo italiano.

## Biografia
Nato ad Ancona nel 1969 ha pubblicato opere differenti, variando dalla letteratura italiana-testi allo sport, passando per la musica e la cultura popolare. Ha lavorato per i principali editori italiani, scritto per la televisione, la radio, il teatro, e collaborato come critico musicale e reporter per le principali riviste di settore italiane; vive e lavora a Milano.
Ha collaborato con molti artisti del panorama italiano musicale e sportivo quali Cristina Donà, Caparezza, Mondo Marcio, Malika Ayane, Francesco Renga, L'Aura, Fiamma Fumana, Jessica Lombardi, Miss Simpatia, ed ha inoltre ideato e scritto il programma Stasera niente MTV, di cui è stato anche capo progetto, condotto da Ambra Angiolini.
Ha co-prodotto il doppio album Prima che sia troppo tardi, edito dall'etichetta Setticlavio, che vedeva alternarsi al microfono sotto il brand Cantacomici comici di area Zelig e Colorado, a partire dal curatore Marco Carena, passando per Mancio & Stigma, per i quali ha co-firmato il brano Ti Lovviamo, Alberto Patrucco, Gian Gilberto Monti, Beppe Braida, I Mammuth, Rita Pelusio e altri.
Ha anche ideato e realizzato, con una cinquantina di cantautrici italiane, il progetto Anatomia femminile, uscito come album/libro nel 2011 e di prossima ripubblicazione in versione ampliata. All'interno del progetto ha firmato alcuni brani, a partire da Quello che gli occhi, co-firmata da Josè Orlando Luciano e da Andrea Mirò, che lo interpreta.
Ha scritto la piece teatrale Chi è Wolfgang?, interpretato da Mauro Ermanno Giovanardi, leader dei La Crus e portata in scena da Musicamorfosi, e I piedi nudi di Amanda Palmer, i capelli rossi di Elizabeth Siddal.
È conosciuto al pubblico soprattutto per aver scritto le biografie di Valentino Rossi, Vasco Rossi, Laura Pausini, Lucio Dalla, Caparezza, e Fabri Fibra.
Nel 1998 pubblica la sua prima opera letteraria: Furibonde giornate senza atti d'amore. Seguono nel 1999 Questa volta il fuoco per DeriveApprodi, ristampata nel 2002 per Pequod, e Aironfric, nel 2000 Anime a losanghe.
Dopo aver pubblicato nel 2003 il libro intervista a Vasco Rossi Vasco, per sempre scomodo, dal 2004 inizia a pubblicare opere biografiche di artisti famosi. La prima è Vasco Chi?, su Vasco Rossi, seguita da Costantino e l'impero, biografia non autorizzata su Costantino Vitagliano, scritta a quattro mani con Giuseppe Genna, seguiranno nel 2006 Vale va veloce. Vita di un Campione, Mondo Marcio, co-firmata col rapper milanese, un nuovo libro su Vasco Rossi, Vasco. La biografia, a cui segue una nuova ristampa nel 2008.
Oltre a questi, Monina pubblica altri libri sempre in ambito saggistico legati alla cultura popolare. Nel 2003 esce God less America - Da New York a San Francisco sulle orme del Boss, con un DVD di Cristina Donà, nel 2007 pubblica GeneRAPzione. Viaggio nell'hip hop, da Celentano a Fabri Fibra, opera a cui viene associato anche un DVD, nel 2008 è la volta di Saghe Mentali, cofirmarto con Caparezza, di C'è tutto un mondo intorno - Guida poco ragionata e molto autoreferenziale alla musica leggera italiana, ed infine un libro pubblicato a seguito di importanti e gravi fatti avvenuti in Italia negli ambienti delle tifoserie sportive di calcio: Ultimo stadio. In viaggio tra i tifosi d'Italia.
Nel 2009 è la volta di: Vale va ancora veloce, nuovo libro su Valentino Rossi, uscito a seguito della vittoria dello stesso dell'ultimo Mogogp, poi ancora un'opera sul cantante Vasco Rossi, Il Vasco che vorrei: vita e canzoni di un ribelle, ed infine Esta vez el fuego, traduzione spagnola di Questa volta il fuoco.
Ultime fatiche dell'autore uscite sono: Lo Zen e l'arte della manutenzione della Vespa Primavera 125 e altre storie freak, ed una nuova biografia sulla cantante Laura Pausini, Laura Pausini. Una storia che vale.
Nel 2010 ha pubblicato Tangenziali scritto con Gianni Biondillo. Si tratta di un libro ispirato alla psicogeografia e a London Orbital di Iain Sinclair, con i due scrittori che percorrono a piedi le tangenziali che circondano Milano. A questo libro si è ispirato il regista Gianfranco Rosi per il suo documentario Sacro GRA, vincitore del Leone d'Oro alla 70ª Mostra Internazionale d'Arte Cinematografica di Venezia. Sempre nel 2010 escono Stipe Generation- Una biografia accelerata di Michael Stipe Galaad Edizioni, Lady Gaga. La vita, le canzoni e i sogni di una bad girl, prima biografia al mondo dedicata alla cantante statunitense, tradotto anche in Portogallo e Brasile col titolo di Lady Gaga, a vida, as cancones e os sonhos de uma bad girl, edito da Arcadia, Me & Bobby Fischer L'Orecchio di Van Gogh presentato il 25 agosto a Senigallia ed ultimo in uscita in data 9 settembre Milanabad, un ritorno al romanzo ambientato a Milano e nella scena dell'Hip Hop italiano. Uno spaccato narrativo dei giovani che "vivono" questa musica: i loro problemi, il loro gergo, la "loro" città.
Il 2012 comincia con tre libri, usciti nel giro di una settimana. Si tratta del minisaggio 10 Modi per diventare un Mito- e fare un sacco di soldi, edito da Laurana, Londra on the river, sorta di reportage su due ruote edito da Ediciclo e il memoir Una notte lunga abbastanza, edito da Terre di mezzo. Per festeggiare l'uscita di quest'ultimo, quarantesimo libro pubblicato a suo nome, il 4 aprile presso il Teatro Civico di Vercelli si esibisce con un parterre di amici, da Ambra Angiolini a Francesco Renga, passando per L'Aura, Andrea Mirò, Alberto Fortis e Marco Ferradini, in un reading concerto destinato ad avere seguito. Sempre nel 2012, con Laurana Editore, dà vita al progetto Europe, dodici guide di dodici città europee uscite con cadenza mensile nel periodo da maggio 2012 a maggio 2013, vero e proprio Grand Tour de Force senza precedenti. Nel mentre pubblica le biografie di Caparezza, Capa-chì, primo libro uscito per Beats4U, la divisione libraria di Universal.
Nel 2013 ancora biografie, da Jovanotti a Garbo, che gli regala il cd Preistoria, uscito con il suo libro, e Roberto Saviano. In mezzo un saggio sul Movimento 5 Stelle, uscito a una settimana dalle elezioni politiche, due saggi su Papa Benedetto XVI e Papa Francesco, usciti a ridosso dalle dimissioni del primo e dall'elezione al Soglio Pontificio dell'altro, e un memoir dedicato alla sua terra natale, le Marche. A chiudere l'anno una biografia sul Blasco.
Pubblica il 15 novembre Vasco. La biografia definitiva di Michele Monina, al suo quinto titolo sull'artista emiliano, e considerato il suo biografo ufficiale. Il volume è dedicato al giovane cofondatore dell`associazione culturale Il Sileno Battista Liserre per i suoi impegni culturali.
Il 2014 si apre con la pubblicazione della prima biografia al mondo dedicata a Miley Cyrus, edita da Imprimatur.
Oltre che uno scrittore, Monina è anche traduttore di testi e opere pubblicate in Italia degli autori Chuck Palahniuk, Nick Cave, Lou Reed, Howard Souness, Nick Hornby, Don De Brendt, Richard Paul Russo ed Eminem.
Ha inoltre collaborato come critico musicale per Tutto Musica, Rolling Stone, Rockstar, e come reporter per GenteViaggi, V&S, GQ, Marie Claire. Ha scritto per Avvenire, Corriere Adriatico e Il Messaggero, per il quale ha tenuto la rubrica Cantami o Diva, nella quale ha seguito Malika Ayane, dai suoi primi passi artistici fino all'esplosione durante il Festival di Sanremo del 2009. Al fianco della cantante ha tenuto un fortunato recital nella sua Ancona, il 4 aprile dello stesso anno, all'interno del festival Controcanto, che vedeva in cartellone artisti come David Byrne, Antony and the Johnsons e Mauro Pagani.
Dal 2009, quando l'editore spagnolo Editorial Periferica ha pubblicato la traduzione del romanzo Questa volta il fuoco, Esta vez el fuego, è diventato editorialista per la politica italiana del quotidiano El País.
Ha collaborato al sito www.cheforte.it dove tiene il blog "Sei forte papà. Il blog di Michele Monina" e ha tenuto rubriche per l'ormai scomparso sito www.popon.it.
È uno dei protagonisti del video di Angelo di Francesco Renga, vincitore del Festival di Sanremo del 2005.
Da settembre 2011 a settembre 2012 presso Radio Inblu è stato speaker e autore del programma Ritratto d'artista, biografie in FM; ha collaborato con l'edizione online del Fatto Quotidiano e Linkiesta.
Da febbraio 2019 è uno dei principali redattori di OM Optimagazine (giornale on line di Optima Italia).
Appassionato di calcio inglese, è un grandissimo tifoso del West Ham.

## Opere

### Letteratura
- 1998 - Furibonde giornate senza atti d'amore (Pequod)
- 1999 - Questa volta il fuoco (DeriveApprodi, Pequod)
- 1999 - Aironfric (Mondadori)
- 2000 - Anime e losanghe (Pequod)
- 2003 - Vasco, per sempre scomodo (Mondadori)
- 2003 - God less America - Da New York a San Francisco sulle orme del boss (Piccola Biblioteca Oscar) con Cristina Donà
- 2003 - I Demoni (Pequod) -con Giuseppe Genna e Ferruccio Parazzoli-
- 2007 - GeneRAPzione. Viaggio nell'hip hop da Celentano a Fabri Fibra (Rizzoli)
- 2008 - Saghe mentali (Rizzoli) -con Caparezza-
- 2008 - C'è tutto un mondo intorno. Guida poco ragionata e molto autoreferenziale alla musica leggera italiana (No Reply)
- 2008 - Ultimo stadio. In viaggio tra i tifosi d'Italia (Rizzoli)
- 2009 - Esta vez el fuego (Editorial Periferica)
- 2010 - Lo Zen e l'arte della manutenzione della Vespa Primavera 125 e altre storie freak (Galaad Edizioni)
- 2010 - Tangenziali (Casa Editrice Guanda) -con Gianni Biondillo
- 2010 - Me & Bobby Fischer (L'Orecchio di Van Gogh)
- 2010 - Milanabad (Castelvecchi)
- 2010 - Cantami o diva. A Sanremo con Malika Ayane, tra fiori e foglie (Italic)
- 2010 - God Less America (Galaad Edizioni)
- 2011 - Anatomia femminile- 23 cantautrici e il corpo delle donne (Cd-libro, NDA Press)
- 2011 - Donne di potere (Barbera, 2011)
- 2012 - Una notte lunga abbastanza (Terre di mezzo, 2012)
- 2012 - 10 modi per diventare un mito (e fare un sacco di soldi) (Laurana, 2012)
- 2012 - Atene è un sogno (Laurana, 2012)
- 2012 - Londra, on the river (Ediciclo, 2012)
- 2012 - Londra è un orologio (Laurana, 2012)
- 2012 - Barcellona ti sorride (Laurana, 2012)
- 2012 - Lisbona è tutta luce (Laurana, 2012)
- 2012 - Amsterdam è un'isola (Laurana, 2012)
- 2012 - Berlino non ha muri (Laurana, 2012)
- 2012 - Parigi è un lungo tramonto (Laurana, 2012)
- 2013 - Vienna è un giro in carrozza (Laurana, 2013)
- 2013 - Praga di incanti e di spettri (Laurana, 2013)
- 2013 - Il perché di una scelta- Le parole di Benedetto XVI (a nome Joseph Krauss) (Moralia, 2013)
- 2013 - Il perché di una vittoria- Il Movimento 5 Stelle (Moralia, 2013)
- 2013 - La nuova chiesa di Papa Francesco (a nome Joseph Krauss)(Moralia, 2013)
- 2013 - Budapest senza il Danubio (Laurana, 2013)
- 2013 - Istanbul è un ponte tra i mondi (Laurana, 2013)
- 2013 - Stoccolma vi rapirà (Laurana, 2013)
- 2013 - Seppellite il mio cuore sul monte Conero (Italic PeQuod 2013)

### Biografie
- 2004 - Vasco Chi? (Marco Tropea Editore)
- 2004 - Costantino e l'impero (Marco Tropea Editore) -con Giuseppe Genna-
- 2006 - Vale va veloce. Vita di un Campione (Marco Tropea Editore)
- 2006 - Mondo Marcio (Mondadori) -con Gianmarco Marcello-
- 2006 - Vasco. La biografia (Rizzoli, RL Libri)
- 2009 - Vale va ancora veloce (Rizzoli)
- 2009 - Il Vasco che vorrei: vita e canzoni di un ribelle (Zorro Editore)
- 2010 - Laura Pausini. Una storia che vale (Zorro Editore)
- 2010 - Silvio Berlusconi, la biografia (a nome Charles Higgins) (Zorro Editore)
- 2010 - Lady Gaga. La vita, le canzoni e i sogni di una bad girl (Castelvecchi)
- 2010 - Stipe Generation- Una biografia accelerata di Michael Stipe (Galaad Edizioni)
- 2010 - Un fenomeno di nome Ibra. Zlatan Ibrahimovic: la vita, i goal e i segreti di un campione (Castelvecchi)
- 2010 - Faccia da bomber. Diego Alberto Milito: la vita e i gol di un «principe» del calcio (Castelvecchi)
- 2011 - Io odio Fabri Fibra: Controstorie di un rivoluzionario del rap (Salani)
- 2011 - Eros Ramazzotti (LeggereEditore, 2011)
- 2011 - Semplicemente Elisa (Mondadori, 2011)
- 2011 - Il grande libro del pop italiano (Fanucci, 2011)
- 2011 - Così mi distraggo un po'- Vita e canzoni di Lucio Dalla (Arcana 2011-2012)
- 2012 - Parlami dell'universo- La biografia di Cristina Donà (Galaad, 2012)
- 2012 - Negramaro (Cairo, 2012)
- 2012 - Capa Chi? ("BeatsforU" 2012)
- 2013 - Con Garbo (Crac Editore, 2012) con il cd inedito Preistoria, di Garbo
- 2013 - Jovanotti- Un ragazzo fortunato dal rap a San Siro (Laurana, 2013)
- 2013 - Ricomincio da Zero Zero Zero. Roberto Saviano, una biografia (Barbera Editore, 2013)
- 2013 - Così mi distraggo un po'- Vita e canzoni di Lucio Dalla (LIT, 2013)
- 2013 - Vasco. La biografia definitiva, (Laurana, 2013)
- 2014 - Miley Cyrus- C'era una volta Hannah Montana (Imprimatur, 2014)

## Programmi televisivi
- Stasera niente MTV[5] (Mtv Italia)